# Kōsei Nenkin Kaikan
 (février 2015).
Si vous disposez d'ouvrages ou d'articles de référence ou si vous connaissez des sites web de qualité traitant du thème abordé ici, merci de compléter l'article en donnant les références utiles à sa vérifiabilité et en les liant à la section « Notes et références ».

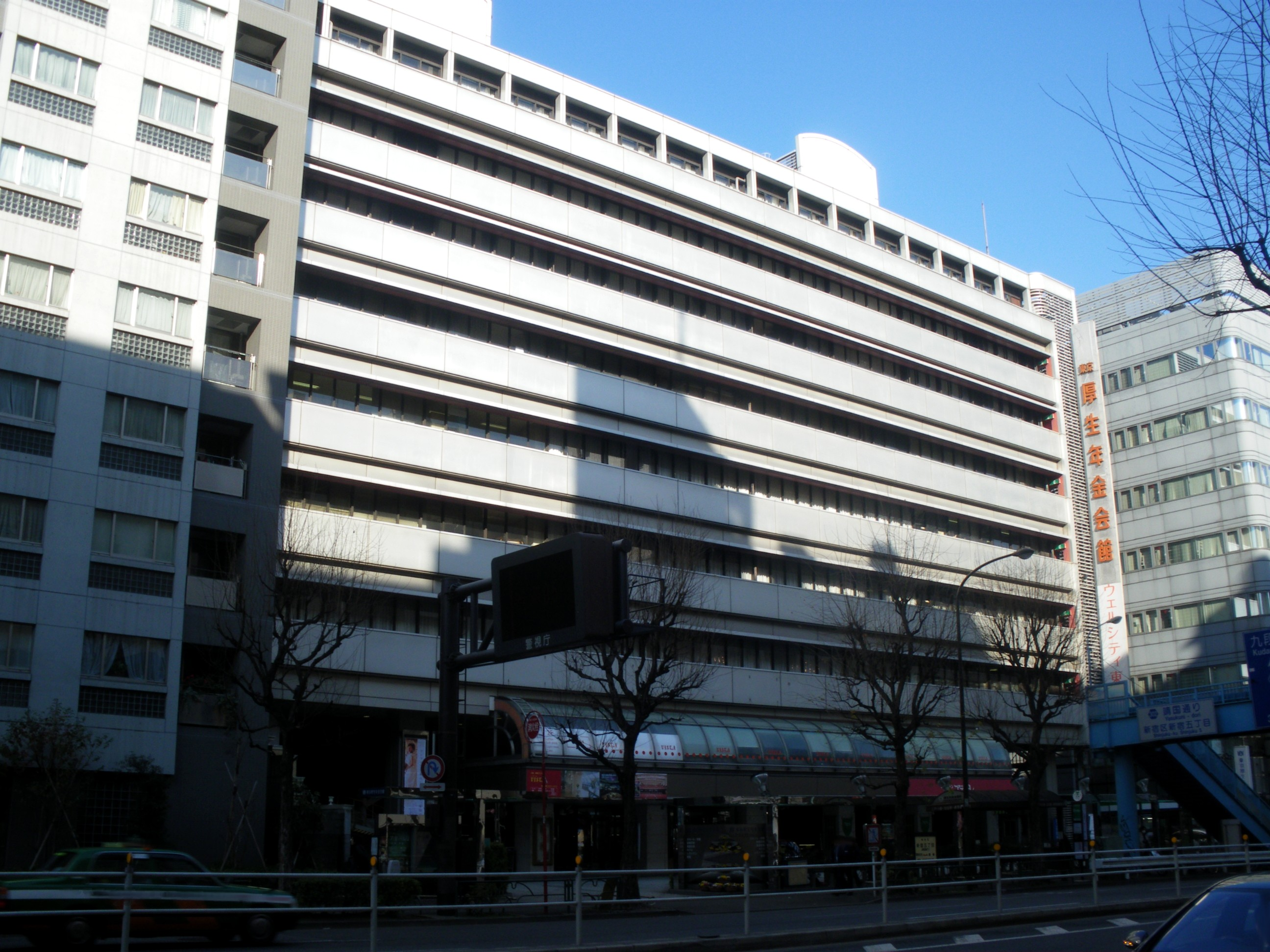
Salle de Tōkyō

Kōsei Nenkin Kaikan (kanji : 厚生年金会館) est un réseau japonais de salles de concerts publiques, représenté dans différentes villes du Japon.
- Hiroshima, dans l'arrondissement de Naka-ku.
- Kanazawa
- Kitakyūshū, dans l'arrondissement de Kokura Kita-ku.
- Nagoya, dans l'arrondissement de Chikusa-ku.
- Ōsaka, dans l'arrondissement de Nishi-ku.
- Tōkyō, dans l'arrondissement de Shinju-ku.

## Divers
Kōsei Nenkin système de retraite.